# Висока (дем Лъгадина)
Вижте пояснителната страница за други значения на Висока.
Висока (на гръцки: Όσσα, Оса, до 1926 година Βυσσώκα или Βυσόκα, Висока) е село в Гърция, дем Лъгадина (Лангадас), област Централна Македония.

## География
Селото е разположено в южните поли на Богданската планина (Вертискос) на 35 km североизточно от Солун и на 17 km североизточно от Лъгадина.

## История

### В Османската империя
Край селището има следи от селище от IV век пр.н.е. На хълма Кури има селище от Елинистическата епоха.
През 1751 година жителката на Висока Кирана пострадва за вярата и е канонизирана от православната църква като Света Кирана Солунска. Църквата „Света Кирана“ в селото е от 1868 г., а „Свети Архангели“ – от 1804 година.
Жителите на селото са известни обущари и производители и търговци на вълнени платове.
През 1862 година жителите на Висока заменят преподаването на гръцки с обучение на български език в местното училище, за което свидетелства дописка до цариградския вестник „Съветник“ от 1863 година:
| „ | Но и за нас нема ли нещичко да ся пише? И ние не ли сме Бугари! Гленда се, дописникът ви беше заборавил нас сиромасите, защото сме на високо место, по коя причина добихме и името Висока, па он не можа от толку долу, дека се нахожда во блатистийте Солун, да ни виде. Ама и ние по наша сиромашия, като Бугари що сме, ето що направихме от лан още отворихме бугарско училище, повеке от любопитство да видиме да ли пънтят по който вървеше училището ни, сиреч дотогашното ли гърцко учение беше причина щото чандата ни не напрендваха во образованието, или некоя друга? Вагодишното обаче испитание на учениците на училището ни изевиха истината. Чендата ни на една годин озгоре се научиха през майчин си ензик толко, колко во дължината на толко те поминали години не можиха никак да напрендват по рънководството на гръцкото учение. | “ |

През 1868 година местният свещеник Иван пише сборник на български с гръцки букви и кирилски букви за специфичните български звуци. През 80-те на XIX век височани правят повторен опит да отворят българско училище, но им е забранено.
През XIX век Висока е село населено предимно от българи и турци. Александър Синве („Les Grecs de l’Empire Ottoman. Etude Statistique et Ethnographique“), който използва гръцки данни, през 1878 година пише, че във Висока (Visoka) живеят 690 гърци. В „Етнография на вилаетите Адрианопол, Монастир и Салоника“, издадена в Константинопол през 1878 година и отразяваща статистиката на населението от 1873 година, Висока е показано като село с 270 домакинства с 305 жители мюсюлмани и 931 жители българи.
Височанецът отец Иван Лазаров е екзархийски свещеник в Солун. Опит за отваряне на българско училище във Висока има и през 80-те. Това плахо надигане на българщината във Висока обаче е потиснато от силното гръцко културно влияние и от 80-те години на XIX век жителите на селото влизат твърдо в лоното на елинизма.
През 1900 година според Васил Кънчов („Македония. Етнография и статистика“) във Висока живеят 1350 българи християни и 200 турци. Всички жители на селото са гъркомани под ведомството на Цариградската патриаршия. По данни на секретаря на Българската екзархия Димитър Мишев („La Macédoine et sa Population Chrétienne“) през 1905 година в селото има 2000 жители, всичките българи патриаршисти гъркомани. В селото функционира гръцко училище. Селото се превръща в база на андартски чети, нападащи съседните екзархийски села. В „Гръкоправославната паланка Висока“ в „Македоникон Имерологион“ от 1909 година пише:
| „ | Жителите на тази паланка са много благочестиви, което стига дори до религиозна вманиаченост и благодарение на това тук има немалко хаджии (поклонници на Божи гроб). Тъй като са много предприемчиви, те са превърнали малката и незначителна Висока в красиво градче. Що се отнася до живота им, той е оскъден откъм богатства. Жените и мъжете са прочути с красотата и талантите си и те, макар и чуждогласни, се славят с предаността си на елинизма и с отвращението си от схизматиците, които наричат зверове, антихристи, смрадливци, дебелоглавци и т.н. | “ |

### В Гърция
При избухването на Балканската война един човек от Висока – Запрян Стоянов, дядо на журналиста Валери Запрянов, е доброволец в Македоно-одринското опълчение през 1913 година. През войната в селото влиза четата на Михаил Думбалаков, която заедно с местна милиция дава сражение на турски войски и пленява 240 души. Думбалаков пише:
| „ | След Негован, селата Зарово и Висока ни устройват бляскаво посрещане... Селяните от Висока знаят как да посрещат гости като нас. Всичко се е превърнало на почит и услуга. Използваме безкрайно радушния прием... | “ |

На 16 ноември 1912 година в селото влизат гръцки войски, посрещнати „с ентусиазъм от населението“, според спомените на генерал-лейтенант Константинос Зороянидис. Според генерала
| „ | жителите на селото не знаят гръцки и не са нито гърци, нито българи, нито турци, а без ясно национално съзнание. | “ |

След Междусъюзническата война селото остава в Гърция. По време на войната жителите му заедно с жителите на гъркоманското село Сухо и гръцкото Берово участват в разграбването и опожаряването на голямото българско екзархийско село Зарово. Генералът от гръцката армия Константинос Мазаракис (бившият андартски капитан Акритас) отбелязва през 1913 година:
| „ | Висока: македонофонско село, елинизиране чрез училищата. | “ |

Боривое Милоевич пише в 1921 година („Южна Македония“), че Висока (Висока) има 250 къщи „славяни християни“.
През 1922 година на мястото на изселилите се турци се заселват 245 гърци бежанци от Източна Тракия, от село Амали. Така селото добива смесен облик – българоговорещи гъркомани и тракийци. Във Висока се заселват и няколко семейства от Епир. През 1928 година в селото има 58 бежански семейства с 245 души. През 1926 година селото е прекръстено на Оса.
Мечислав Малецки отбелязва през 1933 година Висока като българско село в Богданско.
През 1997 година гръцкият вестник „Елефтеротипия“ съобщава, че властите са прибрали иконите на местната църква в селото, защото били изписани със славянски букви.
Преброявания
- 1913 – 1680
- 1920 – 1726
- 1928 – 1626
- 1940 – 1703
- 1951 – 1399
- 1961 – 1387
- 1971 – 889

## Личности
Родени във Висока
- Георги Грилов (Γεώργιος Γρύλλιος), гръцки андартски деец, епитроп на гръцкото училище[25]
- Георги Караянев или Аримов (Γεώργιος Καραγιάννης ή Αρίμης), гръцки андартски деец, четник[25]
- Димитрий Грольос (1939 – 2023), гръцки духовник
- Запрян Стоянов, македоно-одрински опълченец, Трета рота на Петнадесета щипска дружина[26]
- Иван Ангелов (1823 – 1907), български екзархийски свещеник в Солун
- Иван Узунов (Ιωάννης Ουζούνης), гръцки андартски деец, епитроп на гръцкото училище[25]
- Света Кирана (? – 1751), християнска мъченица за вярата
- Петър Боскуцов (Πέτρος Μποσκούψιος), гръцки андартски деец, агент от трети ред[25]
- Стоян Алтиков (Στογιάννης Αλτίκης), гръцки андартски деец, епитроп на гръцкото училище[27]

Свързани с Висока
- Валери Запрянов (р. 1954), български журналист, по произход от Висока
- Катерина Хапсали (р. 1975), български писателка, по произход от Висока
- Стельос Папатемелис (р. 1938), гръцки политик, по произход от Висока
- Христо Запрянов (р. 1982), български журналист, по произход от Висока
- Христодул Божиков, български просветен деец, учител във Висока

## Говор
В XIX век говорът на лъгадинските села Висока (гъркоманско), Сухо (гъркоманско) и Зарово (българско), и в по-малка степен на съседните Богородица (българско), Клисали (гъркоманско) и Негован (смесено гръкомани и българи) показва някои уникални архаични характеристики като запазен назализъм на малкия и големия юс, отразен още в дописката от село Висока до вестник „Съветник“ от 1863 година. Това уникално като граматика, фонетика и лексика българско диалектно ядро веднага привлича внимането на славистите. Големият хърватски учен Ватрослав Ягич изпраща един от най-талантливите си ученици – словенеца Ватрослав Облак, който изследва българския говор на Висока и съседните села.